# Hugo Konongo
Hugo Konongo (sinh 14 tháng 2 năm 1992) là một cầu thủ bóng đá Congo gốc Pháp  thi đấu ở vị trí hậu vệ cho câu lạc bộ Romania Sepsi OSK. Anh thi đấu trận quốc tế đầu tiên ngày 14 tháng 6 trước Kenya.

## Sự nghiệp câu lạc bộ
Konongo gia nhập Clermont Foot năm 2014. Anh ra mắt trong chiến thắng 1–0 tại Ligue 2 trước Le Havre vào tháng 9 năm 2014.
Ngày 8 tháng 1 năm 2018, Konongo gia nhập đội bóng hàng đầu Bulgaria Cherno More theo dạng thử việc. Một tháng sau, anh được chấp nhận và ký hợp đồng chuyên nghiệp. Ngày 17 tháng 2, anh ra mắt trong thất bại 1–4 sân nhà trước Beroe.